# David Kralj
David Kralj (Ljubljana, 25 januari 1999) is een Sloveens basketballer.

## Carrière
Kralj begon met spelen bij Olimpija Ljubljana in 2017, hij werd in dat eerste seizoen ook uitgeleend aan de Sloveense tweedeklasser KK Škofja Loka. Van 2018 tot 2019 speelde hij collegebasketbal voor de Coastal Carolina Chanticleers. Na een jaar keerde hij al terug naar Slovenië en keerde terug bij zijn oude club. Hij werd opnieuw uitgeleend ditmaal aan eersteklasser KK Šenčur. Na het seizoen maakte hij de overstap naar Cedevita Olimpija, hij werd ook uitgeleend aan Helios Domžale. Na het seizoen ging hij spelen voor KK Šenčur in het seizoen 2020/21.
In 2021 tekende hij een contract bij de Belgische eersteklasser Leuven Bears, hij verliet de club in februari om persoonlijke redenen. Na een half seizoen in België keerde hij terug naar Slovenië en ging spelen voor KK Zlatorog Laško. Na een seizoen tekende hij bij KK Rogaška. Voor het seizoen 2024/25 tekende hij bij het Kroatische KK Dinamo Zagreb. Na een seizoen keerde hij terug naar Slovenië en tekende bij KK Triglav Kranj.